# Brane Połe
Brane Połe, Baranie Pole (ukr. Бране Поле) – wieś na Ukrainie, w obwodu kijowskiego, w rejonie białocerkiewskim. W 2025 roku liczyła 472 mieszkańców.

## Pałac
Około 2 km na północ od wsi (na jej gruntach) znajduje się uroczysko Turczynowe z pałacem wybudowanym przez hr. Ksawerego Branickiego w 1889 r., pod kierunkiem architekta Markoniego.